# Marcelo Gómez
Marcelo Adrián Gómez (Morón, Argentina, 8 de diciembre de 1970), apodado Negro, es un exfutbolista profesional que se desempeñó como volante de contención y cuya carrera se destacó durante su período de siete años (1991-1998) en el Club Atlético Vélez Sarsfield, donde consiguió nueve títulos.

## Trayectoria
Surgido de las inferiores de Vélez, hizo su debut en 1991 y jugó en el club hasta 1998. Durante este período disputó 233 partidos (189 nacionales y 44 internacionales), convirtió 4 goles y conquistó 4 campeonatos locales y 5 títulos internacionales, en lo que es considerada la mejor etapa del club de Liniers. Fue titular en la victoria por 2:0 al AC Milan por la Copa Intercontinental 1994.
El mediocampista pasó a River Plate en 1998, donde luego de jugar 52 partidos (33 nacionales y 19 internacionales) y convertir 1 gol, fue cedido a préstamo a distintos clubes sucesivamente hasta que, en 2003, fue transferido al Alajuelense de Costa Rica, institución donde finalizó su carrera como jugador.

### Trayectoria como entrenador
En 2017 se hizo cargo del primer equipo de Vélez Sarsfield, de manera interina, fue en uno de los peores momentos en la historia del club,muy comprometido con los descensos. Consiguió 4 puntos muy importantes, ganándole a un rival directo (Olimpo) y empatando (siendo muy superior) al Lanús de Jorge Almirón finalista de la Copa Libertadores. 
Al término del torneo, Gómez volvió a dirigir a la reserva, mientras que al primer equipo llegó Gabriel Heinze.
En 2018 se hace cargo del primer equipo del Godoy Cruz, estuvo al mando del equipo durante las 6 primeras fechas del torneo Argentino. Vale destacar que sus rivales fueron nada más y nada menos que River Plate, Boca Juniors, El Racing Campeón de Coudet, el mejor momento del Vélez de Heinze, Lanús de Zubeldía y San Martin de Tucumán.
En la temporada 2019-2020 llegó a la Reserva del Club Atlético Independiente de Avellaneda. Logrando ser subcampeón de la categoría con 41 puntos, y potenciando a juveniles del club, permitiendo así la promoción de muchos futbolistas al primer equipo.
El lunes 25 de enero de 2021, Zamora Fútbol Club lo anunció como director técnico de cara a la Temporada 2021 de la Liga FUTVE, siendo el sucesor de José Manuel Rey en el banquillo blanquinegro y sumando su primera experiencia internacional.

### Clubes
| Club               | País           | Período   | Partidos | Goles |
| ------------------ | -------------- | --------- | -------- | ----- |
| Vélez Sarsfield    | Argentina      | 1991-1998 | 233      | 4     |
| River Plate        | Argentina      | 1998-1999 | 52       | 1     |
| Gimnasia y Esgrima | Argentina      | 2000      | 33       | 5     |
| Al-Ittihad         | Arabia Saudita | 2001      |          |       |
| Huracán            | Argentina      | 2001-2002 | 11       | 0     |
| Alajuelense        | Costa Rica     | 2003-2004 |          |       |
| Total              | Total          | Total     | 329      | 10    |

### Como entrenador
| Club                       | País                 | Año                  | PJ  | PG  | PE | PP  | GF  | GC  | DG  | EF%    |
| -------------------------- | -------------------- | -------------------- | --- | --- | -- | --- | --- | --- | --- | ------ |
| Vélez Sársfield (Reserva)  | Argentina            | 2011 - 2018          | 223 | 94  | 67 | 62  | 308 | 243 | +65 | 52.17% |
| Vélez Sársfield (Interino) | Argentina            | 2017                 | 4   | 1   | 1  | 2   | 3   | 2   | +1  | 33.33% |
| Godoy Cruz                 | Argentina            | 2019                 | 6   | 1   | 0  | 5   | 3   | 15  | -12 | 16.67% |
| Independiente (Reserva)    | Argentina            | 2019 - 2020          | 23  | 11  | 8  | 4   | 32  | 20  | +12 | 59.42% |
| Zamora FC                  | Venezuela            | 2021                 | 24  | 8   | 8  | 8   | 36  | 30  | +6  | 44.44% |
| Argentino (Q)              | Argentina            | 2022                 | 20  | 6   | 3  | 11  | 26  | 30  | -4  | 35%    |
| Argentino (Q)              | Argentina            | 2023                 | 4   | 0   | 1  | 3   | 3   | 6   | -3  | 8.33%  |
| Sportivo Belgrano (SF)     | Argentina            | 2023                 | 13  | 6   | 1  | 6   | 17  | 15  | +2  | 48.72% |
| Total en sus equipos       | Total en sus equipos | Total en sus equipos | 316 | 127 | 89 | 101 | 428 | 361 | +67 | 49.42% |

### Selección nacional
El Negro Gómez jugó un partido con la Selección de fútbol de Argentina el 14 de junio de 1995, en lo que fue victoria por 2:1 contra la Selección de fútbol de Paraguay.

## Palmarés

### Torneos nacionales
| Título            | Club            | País           | Año       |
| ----------------- | --------------- | -------------- | --------- |
| Primera División  | Vélez Sarsfield | Argentina      | C-1993    |
| Primera División  | Vélez Sarsfield | Argentina      | A-1995    |
| Primera División  | Vélez Sarsfield | Argentina      | C-1996    |
| Primera División  | River Plate     | Argentina      | A-1999    |
| Liga saudí        | Al-Ittihad      | Arabia Saudita | 2000-2001 |
| Copa del Príncipe | Al-Ittihad      | Arabia Saudita | 2000-2001 |

### Torneos internacionales
| Título                           | Club            | Sede         | Año  |
| -------------------------------- | --------------- | ------------ | ---- |
| Copa Libertadores                | Vélez Sarsfield | São Paulo    | 1994 |
| Copa Intercontinental            | Vélez Sarsfield | Tokio        | 1994 |
| Copa Interamericana              | Vélez Sarsfield | Buenos Aires | 1996 |
| Supercopa Sudamericana           | Vélez Sarsfield | Buenos Aires | 1996 |
| Recopa Sudamericana              | Vélez Sarsfield | Kōbe         | 1997 |
| Copa de Campeones de la Concacaf | Alajuelense     | Alajuela     | 2004 |